# 覇王伝説 驍
『覇王伝説 驍』（はおうでんせつ たける）は、漫画雑誌『週刊少年マガジン』で1991年 - 1995年に掛けて連載された島崎譲の漫画。単行本は全20巻。文庫版は全10巻。

## 第一部

### ストーリー（第一部）
こことは異なる世界、日本によく似た島国があった。時は戦国時代、領地の拡大と富と名誉の為に数多くの武将がせめぎ合った時代。その多くは、私利私欲の事だけ考え、民衆が苦しんでいるかなど考える者はいなかった。度重なる戦いのせいで人々の心は荒れていた。
そんな時代に「北の地の覇者」と名高い鳳典膳だけは違った。武士としての勇猛さだけでは無く、自由と平等を尊ぶその政治で名君と称えられていた。
その嫡男・驍は争いごとが嫌いな優しい少年だが、人を引きつける不思議な魅力があった。だが乱世は残酷にも、驍を戦乱の真っただ中に投げ込んでしまう。

### 登場勢力・地名（第一部）
便宜上、北の領地や保坂領がある地域を北部、八朶領や白砂がある地域を中部、陵がある地域を南部。南端を砂漠地帯と呼称する。
第1部の時点では、鳳驍も八朶冥鬼も「国王」を名乗ってはいないが、第2部第43話の年表にて「八朶国」という記述があるため、冥鬼の勢力を「八朶国」、それを吸収した驍の勢力を「鳳国」と表記する。また、「王家」を名乗る陵家や白砂家も、「○○国」として表記する。

#### 北部
鳳国(第1部)
鳳典膳の代には蒔枝を本拠地とする北部最大の勢力だった。戦国152年に八朶国からの侵略を受け、国土の大部分を占領されるが、残された「北の領地」にて新領主・驍を中心に一門を再編成される。戦国154年には逆に八朶国を吸収し、陵国と天下を二分する最大勢力となる。
蒔枝
典膳の代における鳳家の本拠地。戦国139年より鳳家の居城が建設された。
緑溢れる美しい土地だったが、戦国152年、八朶軍の謀略で城が陥落し、戦国154年には荒野と化していた。
北の領地
鳳家が極北に構えた領地。他国越しに存在する飛び地となっていたため、中部・南部の勢力には戦国153年まで存在を知られていなかった。
土そのものは肥沃だが、毎年雨量が少ないため飢饉になりがちだった。加えて、統治責任者である仁紗辰人が軍備を優先していたため、領民の生活水準は低かった。
戦国152年、蒔枝が八朶国に占領されてからは、新領主 鳳驍が直接治めるようになる。同年、鳳驍の陣頭指揮で水脈の発掘と灌漑工事を成し遂げ、農業生産が大きく向上した。それ以後も、学校の建設、大商人・夢屋からの資金援助、八朶国の吸収を経て、鳳国の中心地として発展していく。
当初の兵力は二千足らずだったが、旧鳳軍や他国の残存兵力を受け入れ、戦国154年には常備軍4万を抱える。
保坂領
極北の勇・保坂家が統治する勢力。北の領地を出て三日の位置にある名垣が本拠地。総兵力は1万5千。
戦国153年、二代目当主 保坂明元が隠居し、息子の明期が三代目となる。この頃から城の蔵に蓄えた食糧を盗賊が奪う事件が多発するようになった。
須玉領
甚儡 吾堂が支配する勢力。八朶国に従属する。
もともとは3万足らずの兵力だったが、攻め滅ぼした国々の捕虜を吸収し、鳳領へ攻め入る際には総兵力8万にまで肥大化した。
三宅、佐久間、淀川、筑井、陸野、静賀根
甚儡が北の領地へ攻め入る前に占領してきた国々。甚儡の死後は、鳳軍によって解放された武将たちの申し出により、驍の統治下に入る。
当初は収奪と破壊の限りをつくされた無残な状態だったが、大商人・夢屋からの援助によって急ピッチで復旧作業が進められた。
豊上
どこの領主にも属さない、自然発生した商業地。誰でも自由に商売ができるため、全国の商売人が続々と集まり活気のある港町を作りあげた。
町内の治安は良好だが、軍備に乏しいため、外部からの武力進攻に弱い。
夢屋
夢屋蛮代が率いる、豊上一の大商会。町を一望できる丘に居城を建て、独自の諜報部門を抱えている。
蛮代の隠し金山と、海外貿易が主な収入源。
漁村
豊上の近くにある漁村。固有の村名は出てこない。
戦国152年、地震で漁場の真ん中にできた島のせいで海流が変化したため、魚を捕れなくなった。以来、豊上に出入りする商船への海賊行為で食糧をまかなってきた。
戦国153年、鳳驍たちの尽力で島が消滅し、収穫から海賊行為の弁償を徴収される条件で漁業を再開できるようになる。豊上沖の海戦では、村人たちが豊上の防衛にはせ参じた。

#### 中部
八朶国（はちだこく）
八朶家が統治する勢力。かつては鳳家に従属する弱小国で、西の敵対国に対する防波堤として扱われてきた。
八朶冥鬼が領主となってから、新進商人・夢屋蛮代からの資金援助、軍師・白離の献策により、軍備拡張と鳳家への情報封鎖を進めていく。
黒騎兵団を組織して西の敵対国をねじ伏せ、戦国152年の時点では50万の兵力を動員できるようになる。その過程で、苛烈な侵攻に反抗する夢屋蛮代や、大病を患った白離を追放し、冥鬼の独裁体制が完成する。
戦国152年、旧鳳家の領土を吸収。陵国からも一目置かれる大勢力となる。
軍事力とは裏腹に、荒涼とした土地が広がり、領民へ重い年貢や労役が課されたりと、経済的には衰えている。
黒騎兵団
人も馬も黒い甲冑で身を包んだ、八朶国の騎兵団にして「人を超えた魔物」と恐れられる重騎兵。ランスと刀が武器
物語が進むにつれ攻略法が知られ、陵軍の断末剣によって一進一退に陥ったり、十万騎が時間稼ぎに使われたりと、扱いが悪くなっていく。
面の兵士
第一部中盤付近から登場。冥鬼が蛇次に厳命し、突貫作業で作らせた（蛇次が「調合が特殊で（数を揃えるのに）一週間はかかる」との報告に、冥鬼が殺さんとばかりに睨みつけながら脅したため）。裏側に特殊な毒を一面に塗り付けた不気味な笑顔の面を被せた者を兵に仕立て上げたものであり、面を付けた主（もしくは冥鬼）からの命令に忠実に従い、その命が尽きるまで動き続ける。
連合軍の内の陵軍を王虎一人を除いて全滅させるなど、その不死身さと身体能力の急激な向上で戦果を挙げるが、秘密を知った仁紗の捨て身の特攻によって、指揮官（黒騎兵）を倒せばその場に倒れて動かなくなり、一転して無力になる事が知られて再び巻き返され、最終兵器・火炎牛車が登場する頃には姿を消していた。
なお、犠牲者の一人である石見がこの呪縛を逃れる事が出来たのは、面が割れて毒の効果が中途半端になった事と彼自身の精神力があった事が考えられる。
白砂国（しらさごこく）
白砂家が統治する勢力。物語の舞台となる島で最も古い伝統国。
長年のかりそめの平和により国力や人心が弱体化している。特に軍隊は戦略指揮官がおらず、突撃隊はじめ数個の実戦部隊が並立しているありさまだった。
戦国153年、八朶国からの侵略にさらされるが、鳳驍の奮闘で危機をまぬがれた。そのすぐ後に、幻の天才軍師・葵炎丞の指導で特殊部隊の創設や戦略指揮の確立がなされ、鳳・陵との三国同盟の一角を担う。
突撃隊
石見が率いる部隊。形骸化した白砂軍にあって比較的精強な実戦部隊。
特殊部隊
上述の突撃隊が葵炎丞のもとで特殊訓練を積み、再編された実戦部隊。巧妙なゲリラ戦を駆使して戦う。
小島（名称不明）
かつては温厚な領主が善政を敷いていたが、麻薬を扱う道塵に乗っ取られてからは、歓楽街・長楽を除き、野盗がはびこる地獄島と化した。
長楽
船乗りの間では有名な歓楽街で、島唯一の秩序有る場所。

#### 南部
陵国
何百年にも渡り陵家が統治してきた、南部最大の勢力。八朶国とは戦国139年に大きな戦を二度も行った。

#### 砂漠地帯
漠陀羅(ばぐだら)国
渡割雷甲が興した新興国。「黒い水」を切り札に、周辺の遊牧民や南部の国々を征圧し、陵に取って代わる。
瑠丹族
砂漠地帯の遊牧民族。

### 登場人物（第1部）
鳳 典膳が領主だった頃の鳳軍を「旧鳳軍」、鳳 驍が北の領地で再編成した鳳軍を「鳳軍」と呼称し、両者を区別する。
第1部の時点では、驍も冥鬼も「国王」を名乗ってはいないが、第2部第43話の年表にて「八朶国」という記述があるため、冥鬼の一門を「八朶国」、それを吸収した驍の一門を「鳳国」と表記する。また、「王家」を名乗る陵家一門や白砂家一門も、「○○国」として表記する。

#### 鳳国(第1部)
鳳 驍（おおとり たける）
本作第一部の主人公。争いを好まず心優しい性格。人を惹きつけ、人を集い動かす王者の資質を持ち、わずか3歳で暴れ馬を手なずけ、長じてからは八朶冥鬼が一瞬とはいえ怯んだだけでなく、彼の凶暴な愛馬・逆影（さかかげ）をも怯ませたほどの気迫をも備える。
北部の大領主・鳳典膳の嫡男として生まれ、不自由なく育てられた。領民や下層の兵士には好かれていたが、旧鳳軍の勇将・巽凱を除く上位の武士たちからは「読書に偏った文弱者」と見なされていた。父・典膳からも武術の素養を見込まれてはいたが、気魄に欠けるため実力を発揮できないことを惜しまれていた。
叔父（父の異母弟）である冥鬼の襲撃から領民達を守るべく、自ら弓を射て、人質にされた典膳の息の根を止める。この時、戦国乱世を終わらせるべく、天下を獲ることを志す。
第2部では、武頼に敗れて討ち死にしたかと思われていた。しかし、後半から天界城に幽閉されていたことが明らかになり、かつての仲間でただ一人生き残った甲斐流輝に見届けられながら、かつて父にしたのと同じように、息子の手にかかって死ぬことを選んだ。
鳳 詩織（おおとり しおり）
驍の姉。驍同様心優しい穏やかな性格をしており、家臣達からも好かれていた。凱とは相思相愛の間柄だったが戦乱の世に邪魔をされ、幾多の障害が立ち塞がった。冥鬼亡き後、凱と正式に結婚の約束をするが、以前から横恋慕していた冠達武頼に輿入れの途上を襲われ、その凶刃にかかって絶命。
巽 凱（たつみ がい）
鳳軍きっての勇将で、「千人力の武神」と称される。早くから驍の王者の資質を感じていた。また、驍の姉、詩織とはかねてより相思相愛の間柄。
第2部では白髪になり老いた姿（白髪になったのは詩織を武頼に殺された悲しみによるもの）で登場するが、その力は健在で、タケルのお目付役になり尽力したが、百鬼暗黒の術中に嵌り名誉の戦死。彼の長い戦いは終わり、愛する詩織の元へと旅立った。最後までその身を鳳家に捧げた。
甲斐 流輝（かい りゅうき）
金銭だけを信じ、報酬が一文でも足りない時はどんな権力者にも屈さない凄腕の火薬使い。驍の心意気に心底惚れ、損得勘定無しに命を掛ける決意をする。妻と子供を甚儡吾堂に殺された過去を持つ。その事から子供に対して甘い節がある。白砂領の撤退作戦中に敵兵もろとも自爆した。
第2部では、重傷を負いつつも奇跡的に生存し、「流鬼王」として再登場を果たす。当初、驍に化けた木霊に冷たく扱われたため、鳳軍にも憎しみの感情を抱いていたが、「未練」と称しては武器を集め、鳳家の紋章を彫りこんでいた。凱により誤解が解け、新生鳳軍に子分共々参加する。
武頼との最終決戦で凱とゲンの最期を見届け、遂に幽閉されていた驍と再会するが、同時にその最期を見届けた。
仁紗 辰人（じんしゃ たつと）
鳳家の北の領地を長らく守ってきた名武将。その勇猛さは巽凱にも匹敵すると評された。厳格で融通の利かない性格をしていた。
当初は戦力を優先するあまり、領民を蔑ろにした政策をとっていた。驍に対しても、最初の内は甘く優しげな印象に不信感を抱いていた。しかし、灌漑工事に伴う事件をキッカケに驍の事を「真の勇者」と認め忠義を誓う。以後は鳳軍の参謀長として尽力する。
八朶領への進攻直前、兵舎のまかない役のナナエに求婚されるが「この戦で死ぬつもりだ」「死ぬと決まった男の事など忘れなさい」とこれを拒否。偶然、これを立ち聞きしていた驍の計らいで、半ば騙されるような形で進攻前夜に結ばれる。結局、「生きて帰る約束」を破ってしまう事をナナエに詫びながら、黒騎兵 濁人に逃走中に拾った不発弾を使い、特攻して死亡。
第2部では回想シーンのみ登場。
堤 障（つつみ しょう）
旧鳳軍の十一番隊隊長で、北の国境に駐屯していた。鳳典膳亡き後は保坂領まで流浪し、部下たちの衣食を得ることと、搾取される農民を救うことを兼ねて、保坂軍相手の盗賊へと身をやつしていた。保坂領を訪れた鳳驍の説得により部下800人を連れて鳳軍に参入。初登場時は凱と互角の戦いをしており、凱に次ぐ強者と評されていた。第1部終了後、冠達武頼の「血の粛清」によって処刑され（あるいは戦死）、第2部では回想シーンのみ登場。
藤太（とうた）
北の領地に生まれた、農民の子供。父・藤吉は斬新な考えを唱える学者だったが、誰にも信用される事無く天に召された。藤太は父の意志を継ぎ一人活動していたが周囲からは疎外されていた。だが驍だけは亡き父の考えを一転の疑いなく信用し、藤太に力を貸す。その純粋な心が次第に周囲をも感化して行った。その後は鳳軍に志願し、参謀格として、その知力を役立てた。後に葵炎丞の一番弟子となり、葵藤太と改名した。「未来の大軍師」と評されたが、冠達武頼の「血の粛清」によって処刑される。第2部では回想シーンのみの登場。
ゲン
北の領地に生まれた、農民の子供。侍を毛嫌いしており、最初は驍の事も信用していなかった。しかし、驍の侍らしかねぬ行動を目の当たりにし、鳳家へ志願。八朶領への進攻時には、二番隊隊長となった堤 障の補佐役にまで抜擢された。
第2部では「血の粛清」を逃れて隠れ里の長になり、一人でも多くの兵を「鳳驍の遺児」に渡す一心で生き延びていた。かつての仲間は戦死し、自分だけ生き残っていることに負い目を感じており、最終決戦では致命傷を負って死期を悟った事もあって、それを清算するかの如く、流輝に今生の別れを告げつつ敵に自爆を掛けて、そのまま爆死した。
葵 炎丞（あおい えんじょう）
｢手にした者が天下を制する｣と言われた伝説の名軍師。正体は冥鬼の双子の弟（つまりは、驍の叔父に当たる）であり、本名は白離（はくり）。物心つかないころに、家督争いの混迷化を嫌った鳳家により大陸へと追いやられ、そこで兵法を学んだ。
かつては冥鬼のもとで黒騎兵団を組織し、西の列強国を制圧した。また、八朶軍の最終兵器でもある攻撃型移動要塞「火炎牛車」の設計者でもある。しかし、不治の病にかかり、それを知った冥鬼から不要と断じられて八朶家から放り出された。過去の過ちから己の愚かさを悔やみ世捨て人になっていたが驍の決死の説得、そして自身の正体を偶然にも聞き、それを受け入れた驍の心意気により、「驍を王にする」ために産まれた事に感謝し、再びその力を世に出す決意を固める。
第2部では回想のみで登場。年表では第一次鳳・陵戦争（158年）にて死亡した、と記述されている。しかし、回想では冠達武頼が投降する現場（162年）に居合わせたことになっている。
鳳 典膳（おおとり てんぜん）
腐敗した戦国の世において、勇猛さと平等を尊ぶ政治力を持ち合わせていた名将。異母弟の冥鬼の策略に遭い、最愛の息子驍の手によって絶命。
高品 長佐(たかしなちょうざ)
鳳家家老。典膳の片腕として長年鳳家に忠義を果たしていたが、八朶軍の黒騎兵団の圧倒的戦力を目の辺りにし狂乱。驍の首を献上し寝返ろうとするが、驍が可愛がっていた野生の狼スバルに噛み付かれ、共に崖から転落し死亡。
新藤（しんどう）、草加（くさか）
甚儡 吾堂との決戦にて戦死。堤 障が二人の名を叫んでいた事から、恐らく以前からの直属の部下。
ナナエ
兵舎のまかない。藤太いわく「美人で気立てが良いアイドル」。仁紗に想いを抱いており、八朶領への進攻前夜に求婚するが既にその時死を決意していた仁紗はこれを拒否。だが、そのやり取りを目撃していた驍の粋な計らいにより、婚礼を挙げる。

#### 八朶国
八朶 冥鬼（はちだ めいき）
八朶領領主。鳳典膳の異母弟であり鳳驍の叔父に当たる人物だが、驍とは対照的に極悪非道な野心家。
嫡子でないために冷遇されてきたことで鳳家を怨み、異母兄・典膳を騙まし討ちし、鳳領を支配下に置き、詩織を強引に娶る。以後は甚儡や黒騎兵団に命じて北の領地や豊上を攻撃させ、それが失敗すると南下し、陵領との領土争いを行う。また、白砂領の瑠璃香姫を側室に迎えるなどの政略も行う。
配下の者に対しては、どんな些細なものでも失敗したら容赦無く処刑する恐怖統治を行っていた。それゆえに本土決戦の際には離反者が続出。孤立したところを驍に討たれ、炎の中へと消えていった。
序盤では「世界の王になる」と自称し、陵王虎をして「まさに魔王だぜ」と言わしめた。
蛇次（へびじ）
怪異な風貌を持つ小柄で猫背な体格の男。冥鬼の命令により、被れば感情も痛みも感じない兵士を作る仮面を完成させた張本人で毒物の扱いに長けている（冥鬼が驍との決戦の際に飲んだものは、痛みを感じないように調合させ液体化したもの）。
冥鬼に見捨てられた際、自分の容姿にもかかわらず接してくれた詩織の優しさに心打たれ、驍達の危機を救った後に息絶えた。
火炎牛車の見張り兵士
黙々と機械的に火炎牛車を動かす奴隷達を見張っている兵士。説得しようとする驍を茶化していたが、最後は自身も心打たれたのか、観念して鍵を渡した。その容姿は同作者の作品『青竜の神話』に登場する竜次に酷似している（57話と58話の間のページに、そのことを指摘されるイラストがある）。
黒騎兵団
第10部隊隊長 宵 死馬人（よいの しばと）
特殊な鎖鎌を扱う武人。凱との一騎討ちで敗れる。他の隊長は、作戦指揮能力を売りにしたのに対し、彼は個人的な武術を得意とし、戦国漫画で、格闘漫画のような活躍をした異色の武将。また、驍の「王者の才」を冥鬼の言葉と共に実感した唯一の黒騎兵でもある。
第9番隊隊長 不破人（ふわと）
甚儡の北の領地攻略を監視・支援する任務を帯びていた。甚儡が敗れた後は船団を引きつれ、豊上を攻撃したが、驍たちの奇策に敗れる。
白砂侵略隊隊長 魔卑人（まひと）
驍の煽動で冥鬼を追放した白砂領を、制圧する任務を帯びる。
炎丞の作戦に破れ、そのことを冥鬼に報告すべく生還した。しかし、冥鬼からは用済みとされて、「面の兵士」の実験台にされる。
特別隊隊長 梳罵人（すばと）
十万人もの特別隊を率いて、鳳軍を国境で迎え撃とうとした。実は、旧鳳軍を壊滅させた部隊の将でもあった。
炎丞の作戦と流輝の火薬、そして驍の統率力に敗れる。
白砂制圧部隊隊長 濁人（だくと）
大勢の「面の兵士」を率いて白砂領を制圧しに来た。弱い者いじめに目がない性格。
石見が討ち死にし、流輝を生死不明にした元凶だったが、仁紗の捨て身の攻撃に倒れる。

#### 保坂家
保坂 明元（ほさか みょうげん）
鳳家と交友関係にある保坂領の「名君」と評された保坂家領主。息子である明期に幽閉されていたが、驍たちに解放され、快く1万（保坂領全戦力の3分の2）の兵を貸し出す。
保坂 明期（ほさか みょうご）
先代領主の明元を幽閉し、三代目を継いだ。一見すると温厚そうな人物。兵力不足の鳳家に、兵を貸す条件で盗賊退治を依頼する。
実は、盗賊たちの正体は堤障率いる旧鳳軍の残党で、明期が贅沢のために搾取した食物を奪い、困窮する農民達に与えていたのだった。
そのことに加え、甚儡と裏取引していたことを驍に知られると、藤太やゲンを人質にとる。しかし、あまりの卑劣さに家臣たちから愛想をつかされ、捕縛される。

#### 陵国
陵 竜道（みささぎ りゅうどう）
陵領の領主。本編には名前のみ登場。
一撃必殺の技「断末剣」の創始者でもあり、タスクの推測では冥鬼に劣らぬ非情さと剛胆さの持ち主らしい。
渡割雷甲率いる漠陀羅国軍に国を落とされ、敗死したものと思われる。
陵 巴（みささぎ ともえ）
陵の第一王女。陵を代表して鳳へ同盟を申し出る。沈着冷静で、暴走しがちな弟王子・王虎をたしなめ、制止する役目を担っている。
鳳・白砂との連合軍で冥鬼との決戦の最中、父から送られてきた冥鬼との和睦の書状を携え、弟と共に連合軍を離反。陵国に帰還した。
八朶国滅亡後、王虎が瑠璃香姫へ求婚するくだりで再登場。白砂で再会した驍の成長ぶりに感心するが、陵の利益のため驍に無理難題を吹っかけて恥をかかせる策を立てる。脱走兵 草間雄馬を利用する作戦に失敗した王虎を元気づけようとしたのを最後に本編から姿を消す。
漠陀羅国の攻撃で国が滅びて以後の去就は言及すらされず一切不明。
陵 王虎（みささぎ おうこ）
陵の第一王子。一撃必殺の技「断末剣」を使いこなす。堤障をも軽くあしらう武術の腕を持ち、姉の巴によれば、特に突きの威力は屈強で鳴らす陵軍の兵士さえも悶絶させるという。驍のライバル的存在となる。
敵からは「人食い虎」と恐れられている。ただし、手負いの敵には深追いしない一面もある。
漠陀羅国の攻撃をかいくぐって生き延び、新陵国を建国。驍の前に立ちはだかったが、志半ばで病に斃れた。
欺脂(ぎし)
陵王室出入りの商人。驍に「10万本の矢」と引き換えに取引を申しかける。

#### 白砂国
瑠璃香（るりか）
白砂の姫君。その純情可憐な容姿とは裏腹に、身を投げうってでも領民を守ろうとする芯の強さを持つ。後に驍と結婚、男児（後のタケル）を出産するが、冠達武頼によって殺害される。
石見 信（いわみ しん）
白砂の突撃隊隊長。瑠璃香を幼少の頃から見守っており、誰よりも大切にしている。仮面に洗脳され驍達の前に立ちはだかるが、正気に戻り自決する。
スガタ イギョウ
白砂の武神と呼ばれ国民から崇拝されていたが、その正体は老いた老人であった。驍に黄金の鎧を託し絶命。

#### 豊上
夢屋 蛮代（ゆめや ばんだい）
商業の地、豊上随一の商人。金に拘る偏屈者と言う悪名を持つが、彼もまた形は違えど「金の力」で乱世を立て直すと言う志を持ち、驍に協力する。冥鬼とは過去に因縁が有り、その事から片腕を失っている。第2部には未登場（凱の説明では、第二部の時点では死亡しているとされている）。
タスク
蛮代の優秀な部下。諜報活動を得意としている
実は、行商人の父とともに外国から漂着してきた。ある事情で父と生き別れ、蛮代に拾われて仕えるようになった。
サエ
夢屋蛮代から取引の条件として依頼された「海賊退治」を請け負った驍達が情報収集している際に出会った心優しい少女。
村長
サエの父親。豊上の近くにある漁村の村長。不漁になってしまった村を救おうと、夢屋蛮代の輸送船を襲撃しようと目論む。

#### 長楽
風来坊（ふうらいぼう）
飄々とした風貌の男で、天才的知略の持ち主。実は長楽の前領主の家臣で天才学者の叶 九庵（かのう きゅうあん）。陵王虎と瑠璃香姫の政略結婚を阻止するために白砂にやってきた驍に協力する。そして、驍と紫蘭の協力を得て道塵を討ち取り、親兄弟と主君の敵討ちを果たす。目的を果たした後は、自分が麻薬を発見したことが全ての元凶だとして、島を出ようとする。しかし、紫蘭や島民達に推され、領主となって島の再建に尽力する。
終盤、雷甲軍に反撃開始した驍たちの前に現れ、参謀役として活躍する。
第2部では、冠達武頼の「血の粛清」によって処刑されたと思われる。
紫蘭（しらん）
幻の天才剣士と呼ばれた人物で、絶世の美女。西洋の白い甲冑を纏い、細身の剣をしならせて間合いを惑わせ、素早い動きで敵を仕留める独特の剣術の使い手。長楽の歓楽街を一人で守り抜いてきたが、野盗の計略にかかり窮地に陥っていたところを驍と風来坊に救われ、以後は驍に協力するようになる。
驍に惹かれる素振りを見せたが、後に驍の仲介で風来坊と結婚し、娘の陽蘭をもうける。
第2部では、冠達武頼の「血の粛清」によって処刑されたと思われる。
道塵（どうじん）
長楽の領主。前領主を殺し、麻薬の力によって領民を強制的に服従させていた。風来坊らの活躍によって正気をとりもどした領民に襲われ、逃げ出そうとしたところを風来坊によって射殺される。
なお、かつて八蛇軍が用いた「面の兵士」には、この道塵から購入した麻薬が用いられていた。
茜(あかね)
長楽に住む紫蘭の知り合い。麻薬付けにされており、襲撃して来た野盗に利用され、紫蘭を陥れた。
仁破（じんぱ）
長楽に襲撃して来た野盗の頭領。総勢二千人もの大集団を束ねており、計略を張って紫蘭を捕縛する。しかし、驍と風来坊の奇策に破れ、解放された紫蘭に斬られて戦死。

#### 砂漠地帯
渡割雷甲（とかつ らいこう）
砂漠地帯の新興国、漠陀羅(ばぐだら)国の王。
鳳領に友好を申し込みに来訪するが、それは驍と木霊を入れ替えるための工作だった。
元は平凡な農民の子だったが、ある日軍勢に家族を皆殺しにされ、奴隷として売り飛ばされた過去を持つ。以来、他人の幸福を激しく憎み、世界中の人間を不幸に陥れようと企む。
木霊（こだま）
雷甲の用意した驍のニセモノ。驍とそっくり同じ顔の持ち主で、凱ですら本物の驍と入れ替わったことに気づかなかった。第2部の流輝の回想にも登場し、九死に一生を得て鳳城に戻ってきた流輝を冷たくあしらい、流輝の鳳家への不信の元凶となっていたことが明らかになる。
元は陵の一領民だったため、大勢力の領主に入れ替わった当初は贅沢にふけっていた（流輝を追い返したのもこの頃）。しかし、明るく大らかな領民たちに直に触れ、このまま驍に成り代わって鳳領にとどまり続けたいという欲求を生じさせる。そして、驍の再起を知るやいなや、雷甲に協力して彼を抹殺しようと企む。
臀 肥大（でん ひだい）
雷甲より砂漠の統治を任された大元締め。
名前のとおり肥大した肉体の持ち主で、かなりの大食漢。
砂琵奈姫（さびなひめ）
遊牧民族「瑠丹族」の族長の一人娘。雷甲によって壊滅させられ、奴隷として捕まっていた。そこで驍と出会い、恋心を抱くが…
イクサ
砂琵奈姫の側近。
第2部では、砂琵奈姫と結ばれたことが語られる（生死は不明）。
オクタ
イクサの弟。些細なミスで臀 肥大に虐待されていたところを驍に助けられ、その優しさと強さに憧れる。
第2部では、甥のシビナを伴い新生鳳軍に馳せ参じるものの、出番はごく僅かでしかなかった。
瑠丹族の族長
勇猛な誇りを持った族長。砂琵奈を連れ戻して来てくれた礼として驍に食料と馬を渡し早急に帰還する様、告げる。
後に、命がけで砂琵奈たちを助け出した驍に感銘を受け、1万人もの戦士達を招集して驍の指揮下に入った。

#### その他（第一部）
スバル
野生の狼。気丈が荒いが、驍にだけは懐いている。襲撃された鳳城から脱出する驍の危機を救った。
有太（ゆうた）
戦災孤児を装い驍に接触するが、実は冥鬼が放った密偵。驍達を陥れ、八朶の軍勢に捕獲させるが、その後冥鬼に用済みとされ、同じ牢に入れられる。その際に驍の優しさに触れ、翌日の処刑決行日、驍を庇い死亡。
甚儡 吾堂（じんらい ごどう）
須玉領領主。冥鬼の武力に恐れをなし、軍門に下る。姑息で卑怯、非道な戦法を好む。
かつて新型火薬の秘密を守るために、流輝の妻と子供を抹殺させた。多くの部下を捨て駒にしたために孤立し、流輝に討たれて戦死。国許に家族がいるらしいが、詳細は不明。
草間 雄馬（くさま ゆうま）
陵軍の兵士だったが、鳳領に住む母が病気のため、脱走する際、それに同情した驍が代わりに人質となった。母の叱咤を受けて帰る途上、これを利用して驍の抹殺を目論んだ王虎が放った刺客に襲われ、重傷を負わされるも自分の身代わりとなってくれた驍の信頼に応えるべく不屈の闘志で立ちあがり、処刑寸前で帰還。結局、脱走の咎を免れる事は出来ず、陵国追放を命じられて姿を消したが、この一件は陵軍の兵士たちにとって語り草となり陵国が滅びた後に思わぬ事態を招くこととなる。
我離王（がりおう）
竜河村を支配する領主で、タスクの生き別れの父。

### 鳳驍 天下統一への道のり
- ［戦国139年］
  - 鳳驍誕生
  - 陵国王・陵竜道北進開始
  - 蒔枝城(鳳城)築城
  - 第一次八朶・陵戦争
  - 鳳領領主・鳳典膳極北へ遠征
  - 第二次八朶・陵戦争
- ［152年］
  - 八朶冥鬼の策略／蒔枝城陥落 鳳領滅亡（典膳死去）／鳳驍 北の領地を目指す（13歳）
  - 伊良賀村事件（甲斐流輝との出会い）
  - 剣菱峠越え(砦跡の策略)
  - 北の領地着任（仁紗辰人との出会い）
  - 北の領地治水工事
- ［153年］
  - 旧鳳軍第十一番隊と合流／保坂領名垣と友好条約締結
  - 第三次八朶・陵戦争
  - 霧隠沼の合戦
  - 猪ノ谷の攻防（甚儡吾堂を滅ぼす）／三宅・佐久間・淀川・筑井・陸野・静賀根の6領地を併合
  - 商業自治都市・豊上と友好条約締結（夢屋蛮代との出会い）／豊上沖の海戦
  - 第四次八朶・陵戦争
  - 陵国と同盟条約締結（陵国第一王子・王虎との出会い）
  - 白砂国の独立自治に加勢（白砂国王女・瑠璃香との出会い）／鳳・陵・白砂三国同盟締結（葵炎丞との出会い）
  - 白砂国国境の戦
- ［154年］
  - 三方攻め開始（三国共同戦線）天井平の合戦／風吹谷の戦
  - 陵・東湾崖の戦／陵・三国同盟を破棄（王虎の裏切り）
  - 白砂援軍に出兵／白砂城陥落（流輝戦死）
  - 不夜谷の合戦（仁紗戦死）
  - 不夜城の決戦（冥鬼を滅ぼす）
  - 八朶国滅亡／鳳驍・旧鳳領の奪還を達成（15歳）
- ［155年］
  - 王虎の白砂謀略を阻止（風来坊との出会い）
  - 自由都市・長楽の自治を支援（紫蘭との出会い）
- ［156年］
  - 陵兵亡命事件（草間雄馬との出会い）
  - 渡割雷甲・漠陀羅国を勃興
- ［157年］
  - 陵国滅亡
  - 雷甲の策略
  - 鳳驍・砂漠の民と共に挙兵
  - 雷甲との決戦（雷甲を滅ぼす）／漠陀羅国滅亡
  - 鳳驍・天下統一を決意（18歳）
  - 王虎・東方大陸に新陵国建国
- ［158年］
  - 第一次鳳・陵戦争（鳳軍大敗＝炎丞・草間他戦死者2万）
  - 砂漠の民・蛮卑族の大乱／国土の南半分を奪取される
- ［159年］
  - 第二次鳳・陵戦争（鳳軍大勝利）／鳳・陵休戦協定締結
- ［160年］
  - 新羅国（旧白砂の友好国）の内紛を平定
- ［161年］
  - 第三次鳳・陵戦争／墨海海戦（鳳軍圧勝）にて戦争終結
  - 王虎病死／新陵国衰退
  - 南方地域への遠征（南伐開始）
- ［162年］
  - 沖水の戦／黒神国滅亡（冠達武頼との出会い）
  - 仙丈ヶ原の合戦／竜蛇国平定により鳳驍・天下統一達成
- ［鳳 元年］
  - 鳳国建国（鳳驍23歳）

## 第二部

### ストーリー（第二部）
鳳驍が天下を取って、鳳国を建国してから36年の歳月が流れた。その間に、冠達武頼が鳳国を簒奪し、圧制と重税で領民の嘆きに満ちた国にしてしまった。
武頼の即位から17年後、鳳驍の遺児・タケルは、新・鳳軍を率いて立ち上がる。

### 登場勢力・地名（第2部）

#### 新・鳳軍
初代国王 鳳驍の遺児である鳳タケルのもとに、驍政権の残党や、武頼政権に反発する民衆が集結して出来た勢力。
劇中では敵味方問わず「反乱軍」と呼ばれており、「新・鳳軍」という名称は第77話の組織図にのみ登場。
隠れ里（仮称）
タケルが最初に滞在した新・鳳軍の拠点。劇中では固有の村名が出ていない。
驍政権の残党が森の奥に築いた隠れ里。村長のゲンや大垣四兄弟をはじめ、鳳驍に仕えた武士やその妻子が居住している。
天界城から見て西の方に馬で7〜10日ほどの距離に位置している。
沢口村
驍政権の残党によるもう一つの隠れ里。周りを断崖絶壁に囲まれている。
白砂
かつてタケルの生母 瑠璃香が女王として治めていた伝統国。本編時点では武頼王の手によって破壊の限りを尽くされた廃墟のみとなっていた。
タケルが砂亜羅と旅をしている間に、驍政権の残党が集結し、大規模化した新・鳳軍最初の本拠地となる。
隠れ港（仮称）
かつて豪商 夢屋蛮代が海外貿易に使っていた港。劇中では固有の港湾名が出ていない。
本編時点ではさびれていたが、白砂を放棄した新・鳳軍が移住してからは新しい本拠地としてにぎわう。

#### 鳳国（武頼政権）
赤かぶと
武頼の直属軍で、総兵力五十万。赤色の兜を常用していることから、「赤かぶと」と呼ばれる。
大まかに、大部隊を率いて砦を管理する将軍、小部隊を率いて現場を仕切る小隊長、以上の二者に従属する兵士の、三階層に分けられる。
前半は「傲慢で野卑な者たちばかりを集めたかのような集団」として描かれたが、後半からは恩や義理によって新・鳳軍へ助力する兵士が出てくる。
闇の四将軍
17年前の戦争で鳳軍相手に活躍した四人の将軍と、彼らが率いる四個の特殊部隊の総称。綺良 黎曰く「戦いのみを生きがいとする」とのことだが、実際の四将軍にとって「戦い」とはあくまで目的を達する「手段」でしかない。
瑞宝騎馬隊
瑞宝直属の精鋭騎馬隊。白マントが特徴。仁紗、堤といった新・鳳軍のトップレベルの武将ですら苦戦するほどの武術の腕を持つ精鋭部隊。
巨人兵
全身を甲冑に包んだ巨人の兵士達。一撃で頭を吹き飛ばすほどの怪力を持つ。四迷の秘密兵器として登場し、最終決戦で立ち塞がった。正体は全く不明のままであった。

#### 国外
士衣名国
鳳国から見て西にある大陸の大部分を支配する超大国。

### 登場人物（第2部）
第一部からの鳳軍を「鳳軍」第二部で再編成された鳳軍を「新・鳳軍」武頼配下の兵士の総称を「赤かぶと」と呼称し、三者を区別する。
瑞宝ら「闇の四将軍」は正確には「赤かぶと」の高級幹部だが、「赤かぶと」には「将軍」の肩書きを持つ者が多いため、別個に扱う。また、「瑞宝騎馬隊」は、「闇の四将軍」に属するものとして扱う。
鳳軍に参加した後の砂亜羅姫は、タケル、巽 凱、葵 四迷（弟）の三名以外には正体を知られず、タケルが連れてきた難民の少女・春螺として通したため、「冠達家の砂亜羅姫」とは別口に、春螺（鳳）と呼称する。

#### 新・鳳軍

##### 最高幹部
鳳 タケル（おおとり たける）
第2部の主人公で、驍の忘れ形見。
武頼の恐怖政治時代から、雫村にて農民の母子家庭を装った義母・サヨに育てられる。巽 凱と出会う前から、村の窮状を救うために赤かぶと（武頼配下の兵士の総称）と戦っては食糧を調達していた。
一見すると粗野に見えるが、本質的には心優しく、仲間が増えるにつれて「命を預かる」ことに葛藤する一面を見せた。必要とあらば、他者に対して厳しく接することもある。
ある日、巽 凱より己が鳳 驍の遺児であることを知らされるが、当初は会ったことも無い父親や理想のためではなく、母の仇にして諸悪の根源である武頼を倒すことが行動原理だった。しかし、武頼軍の非道の数々を目の当たりにし、「平和な国」を作る決意を固める。
ゲンが率いる旧鳳軍と合流した当初は、驍の形見の剣を与奈久のもとに置いてきたことと、若基が「鳳 驍の遺児」を僭称したため、凱以外からは疑いの目で見られていた。しかし、タケルの活躍に心打たれた若基の告白により、信望を獲得する。
最終回で実父との再会を果たすが、「生き恥を晒させるな」という驍の意志を感じ取り、自身の弓を持って父を介錯。怨敵・武頼を見事討ち果たして鳳国を立て直し、三代目の王となる。その後、武頼の娘・砂亜羅と結婚して一児を授かり、士衣名国との会談に向かう所で物語は幕を閉じる。
巽 凱（たつみがい）
鳳国(第1部)を参照。
若基（じゃき）
武頼により英才教育を受けた軍師。父とともに人望が厚かったが、武頼に危険視されたため、綺良黎に拷問を受け視力を奪われる。何とか逃げ延び、鳳軍残党を利用して、復讐しようとし、「驍の息子」を騙る。だが、タケルや彼を慕う子供・余太に感化されて、世の中のために働こうと思うようになる。タケルの力量を認め、自ら捨石になろうとするが、タケルに救われ、以後、鳳軍の軍師として活躍する。但し、綺良黎に対する復讐心や、戦略に関係ないことを軽んじる思考まで捨てたわけではない。
第77話の新・鳳軍組織図では、軍師補佐として名を記していた。
猟火（りょうか）
新生鳳軍の志願兵の一人。血気盛んな若者で、堤 大吾を軽くあしらうほどの腕を持つ。自信過剰なところがあり、武家出身ではない鳳軍兵士を見下した物言いをしていた。
幼少期に、鳳軍の兵士だった父が、赤かぶとに容易く降伏して斬首されたため、強さを渇望していた。「最強の武将」に固執するあまり、戦に無関係な事柄を軽視していたが、兵士を集める旅の途中で出会った村娘・カナエに心を動かされ、「強さよりも、農業を初めとする国を作る力の重要性」を痛感し心を改めた。
凱とは育った境遇が似ており、性格も凱の若い頃に似ている。後に凱から愛用の刀を託され、後継者に指名される。
第77話の新・鳳軍組織図では、陽蘭、堤大吾、仁紗沖人、そして流輝ら実戦部隊の頂点に立つ、最高幹部として名を記していた。
葵 四迷（弟）（あおい しめい）
本物の葵四迷の弟。兄のニセモノを演じることにより、旧鳳軍の残党からの兄への接触をかわす役割を担っていたが、その生活の中で兄に負けないほどの軍師の能力を身につけていった。タケルの命がけの行動に心を動かされ、タケルにつく決心をする。
鳳軍に参加した当初は、博打好きとして振舞っていたために、タケル以外からは信用されていなかった。しかし、百鬼暗黒の数々の罠を打ち砕き、瑞宝騎馬隊すら追い返したことから、鳳軍全体からの信望を獲得した。
第77話の新・鳳軍組織図では、軍師として名を記していた。
ゲン
鳳国(第1部)を参照。
第77話の新・鳳軍組織図では、大垣四兄弟の部隊や、正吉率いる義勇軍を統轄する最高幹部として名を記していた。
流鬼王（りゅうきおう）
鳳国(第1部)を参照。

##### 上級幹部
与奈久(ヨナク)
医師を目指す子供。両親が、鳳軍残党と赤かぶとの争いに巻き込まれて死んだため、侍嫌いだった。赤かぶと、鳳軍両方を憎んでいたが、タケルの人柄に触れ、鳳軍に協力する。驍の形見の剣に収められた「白砂に強力な武器を貯蔵している」と言う密書を見つけ、また、赤かぶとからの逃亡の際、同志達に船上での偏食から来る病気がはやったときも、冷静に対処していた。鳳軍の中でインテリ的な分野をカバーするほど知識は豊富である。
第77話の新・鳳軍組織図では、医療担当として名を記していた。
大垣四兄弟（おおがきよんきょうだい）
鳳軍の部将で、玄武、青龍、白虎、朱雀の四人兄弟。「四方の陣」という連携技を得意とする。先代王・鳳 驍を理想化して捉えているため、当初はタケルのことを偽者と疑っていた。
第77話の新・鳳軍組織図では、村長であるゲンの指揮下に入っていた。
正吉（しょうきち）
ごく普通の農民。当初は、恋人・実世が赤かぶとに陵辱されそうになっても黙って見るしかなく、由来に脅迫されて、タケルを襲う。しかし、タケルの優しさと強さに感化され、悪政に対抗しようと立ち上がる。
第77話の新・鳳軍組織図では、義勇軍の指揮官として名を記していた。
特別、強いわけではないが、農民出身なので、荒れた山野を自由に跋渉できる。そのため、最終決戦で、思わぬ所からの奇襲が可能になり、劣勢の鳳軍を勝機に導いた。
また、職人としての才能もあるらしく、白砂にあった鳳驍の玉座を修復した。
夢屋 蛮丈（ゆめや ばんじょう）
蛮代の息子。父親譲りの商才を持つ。初め、鳳軍に対し、贅沢好きとしてふるまい冷ややかな態度を取ったが、これは赤かぶとから、仲間の商人を守るため、また、鳳軍は力を貸すに値するだけの価値があるかを見極めるための演技。それでも誠意を尽くし、かつ彼を監視していた赤かぶとを倒したことから、鳳軍は「命を賭けて集めた金を託するに値する」と判断し、全財産を刀一本と引き換え（つまり、タダ同然）に譲り、その後も、財政面で、鳳軍をバックアップする。
第77話の新・鳳軍組織図では、補給部隊の指揮官として名を記していた。出資者の立場と、「士農工商」が確立されていない世界観であるため、新・鳳軍の隊長たちからは敬称で呼ばれている。
陽蘭（ようらん）
風来坊と紫蘭の娘。母親譲りの美貌と剣の腕を持つが、甲冑は纏わず素顔を出して戦う。
タケルを巡って春螺（鳳）（実は砂亜羅姫）をライバル視する。腕の立つ武将の中で唯一、兵士探しの旅に出ず（指名されず）、民衆と共に残り、赤かぶとからの逃亡にも同行している。そのような中、赤かぶとから逃亡していた民衆が、船上での偏食から来る病気に罹り、治療のための野菜調達を春螺（鳳）と共に行う。赤かぶとに見つかり（この赤かぶとは春螺（鳳）の正体に気づかない）、殺そうとするも止められる。そのため、当初は春螺（鳳）の行動に憤ったが、その赤かぶとが誠意に応え野菜を分けたのを機に見方を改め、かつ、赤かぶとも義理を重んじる人間であることを認識する。
堤 大吾（つつみ だいご）
堤 障の息子。一番隊の隊長に任命された実力者。特技は巨大な体から繰り出される「振り下ろし」なのだが、猟火には軽くあしらわれた。
仁紗 沖人（じんしゃ おきと）
仁紗 辰人とナナエの忘れ形見。四番隊の隊長。鳳軍への仕官希望者たちの採用試験を仕切っていた。
草間 祥鬼（くさま しょうき）
草間 雄馬の息子。他の隊長たちを支援することが多い。
タケルの指示に従い、オクタ、シビナと組んで南部で兵士を集める。第67話で凱たちと合流し、百鬼暗黒による焼き討ちの際には猟火の指揮下に入るが、以後は登場せず、第77話の新・鳳軍組織図には名前を連ねていなかった。
シビナ
イクサとサビナの息子。イクサの弟オクタとともに鳳軍に馳せ参じた。
タケルの指示に従い、オクタ、祥鬼と組んで南部で兵士を集める。第67話で凱たちと合流するが、以後は登場せず、第77話の新・鳳軍組織図には名前を連ねていなかった。

##### その他の人員
余太（よた）
鳳の隠れ里に暮らす子供。知力でも体力でも劣るため、里の者たちから疎まれていた。しかし、「みんなの役に立ちたい」と思う気持ちは強く、その純粋な心を若基に利用されてしまう。
若基のせいで重傷を負ったが、当人は自分に大役を任せてくれた若基を厚く信頼している。
実世（みよ）
正吉の恋人。由来に人質にされるが、タケルと凱の「離れ業」により救出される。白砂に移住してからは、モブキャラとして正吉の後ろにいる。
獅子王（ししおう）
野生の馬の群れを率いている勇猛な馬。かなりの人間嫌いなのだが、タケルの体を張った決死の説得に心動かされたのか、タケルの頼もしき相棒に。
春螺（鳳）（はるら）
タケルが白砂に生還した際に連れてきた難民の少女。美少女と言える容貌に加えて気立てがよく、朝早くから夜遅くまで、洗濯等の雑用に勤しんでいる。また、怪我人が多い時は与奈久の手伝いも引き受けていた。ゲンが心配するほどよく働くが、本人は「意外と丈夫で、子どもの時から風邪をひいたことが無い」と言っている。
その正体は後述する武頼の一人娘、砂亜羅姫である。ある事情からタケルと出会い、恐怖政治が敷かれている世間の現実を知り、タケルについて当時の鳳軍本拠地である白砂を訪れる。その際、死んだ侍女の名前である「春螺」と名乗る。王宮の奥で育ったため、庶民や大部分の「赤かぶと」には顔を知られておらず、「春螺（鳳）＝砂亜羅姫」であることを知っているのは、タケル以外には凱と四迷（弟）のみである。
鳳軍に付いた民衆と共に逃亡をした際、船上での偏食から来る病気がはやり、それを治すためには野菜が必要と知らされ、陽蘭と共に、野菜の調達をしにいくが、そこで、赤かぶとに見つかってしまう（この赤かぶとは、砂亜羅姫の正体を知らない）。彼を殺そうとする陽蘭に反対し、彼を助ける。それに感動した赤かぶとが野菜を分けたことで、図らずとも陽蘭に対し、赤かぶともまた「人間」であることと、目に見えない大きな力の存在を知らしめた。

#### 鳳国（武頼政権）
冠達武頼（かんだち ぶらい）
驍から鳳国を奪い取り、二代目の王となった男。非道の限りを尽くし、鳳国を再び恐怖の底に陥れた諸悪の根源。己が流した血を見ると凶暴化する。
元々は貧農の生まれで、黒神国の「戦闘囚」であった。黒神国が滅ぼされた際に、好待遇を見込んで「黒神国の軍師」を詐称し、驍に近づいた。その甲斐あって藤太の補佐役に抜擢された。しかし、軍師としての知識など無いために失態を次々と繰り返し、ついには驍や藤太の怒りを買って軍師補佐から護衛隊長に降格処分される。
起死回生を目論み、驍の姉である詩織に結婚を迫るが既に凱と婚約していた事、そして「野蛮な者」と拒否された事で逆上して彼女を含めた多くの人間を殺害した。驍には「賊に襲われた」と偽証し、その責任を問われて本来なら死刑であるところを側近の梨遠の嘆願もあって、流刑地・夜鳴島の受領へと左遷されるが、「不当な仕打ち」と怒りと逆恨みを増大させていく。
以後は驍の治世を尻目に私設軍隊「赤かぶと」を結成し、王子（後のタケル）が誕生したすぐ後に宮殿を襲撃し、鳳国を簒奪した。以後は、瑞宝らの尽力もあって多くの旧鳳軍幹部を葬り去った上に、仕損じたタケルに後々反撃されないための対策として、この年に生まれた赤子を残らず奪って処刑した（これが後に「血の粛清」と呼ばれる一連の出来事）。そして16年もの間、武力に物を言わせた恐怖統治を行う。
人並み外れて傲慢で、他人は皆、己が欲を満たす道具としか思っていない。実の息子である由来に対しても、「タケルと相討ちになればいい」とまで言い放つ。ただし、娘である砂亜羅には人並みの愛情を注いでいた。また、非嫡出子である瑞宝にも、後に「偽り」と言われるものの、これ以上無いというほど慈愛を向けていた。
無能な部下には酷薄だが、功績や能力のあるものには厚く報いる一面もあり、戦闘囚だった白眉地黄を将軍に登用したり、失態を犯した百鬼暗黒に名誉挽回の機会を与えた。
砂亜羅姫（さーらひめ）
武頼の娘。心優しく、子供好きであるが、武頼により、外のことを知らないままに育てられ、世間知らずのお姫様となってしまう。士衣名国の破火州との政略結婚のために港に向かう途中、野盗の襲撃を受け一人生き残る。そのことをきっかけに恐怖政治が敷かれている世間の現実を知る。タケルに心を惹かれ、タケルにつく決心をする。その際、死んだ侍女・春螺と名乗る。王宮の奥で育ったため、庶民や大部分の「赤かぶと」には顔を知られていない。
なお、命がけで、政略結婚のための旅をすることから、世間を知らない時でも、皆のために命をかける気概を持っていることが分かる。
父・武頼が斃れた後にタケルと結ばれ、子供も生まれた。また、部将たちの前でタケルから本名で呼ばれている。
春螺（はるら）
砂亜羅姫の侍女。武頼配下とは思えないほど優しい女性で、瀕死のタケルを助ける。夜盗に襲撃された際、砂亜羅姫をタケルに託し、絶命する。その死後、砂亜羅が素性を隠すために、名前を引き継いだ。
由来（ゆらい）
武頼の息子で砂亜羅姫の実兄。父親以上に粗暴な性格で、武頼もその扱いに手を焼いていた。タケルを捕らえるために農村を襲撃するが、タケルたちに敗北する。瀕死の重傷を負っていたところを綺良に保護されるが、直後に背かれて殺害され、その首は武頼に送られた。なお、彼は無能に見えるが彼の率いる兵士はタケルや凱が苦戦するほどの精鋭部隊で、その精鋭部隊を育て上げたことから、それなりの才能はある。
また、黒騎兵団や赤かぶとの隊長には、人質が必要なくなっても人質を解放せずに無意味な虐待をする傾向があったが、彼はタケルを戦闘不能にするという目的を果たしたら、あっさりと人質を解放している。また、劇中においては、「理屈の通らない」男という若基の評価とは裏腹に（彼個人の独善的な論理ではあるが）一応、思考や行動には筋道が通っている。
なお、第77話の武頼軍組織図によると、一応は国境警備隊に属していた。
葵 四迷（兄）（あおい しめい）
葵炎丞の直弟子。師匠や兄弟子達とは違い、行動に善悪の区別が無い。自分の軍才を存分に発揮できる主君を求め、武頼につく。ゲンの自爆で焦って瑞宝騎馬隊を出してしまった事から戦況を瓦解させてしまう。後に討ち取られ、死の直前、弟に対する問いに「兄さんは間違ってない。ただ、仕える相手を間違っただけさ」と告げられ、弟に看取られながら笑顔で息を引き取った。
梨遠（りえん）
武頼の側近の書記官。かつて黒神国の戦闘囚を監禁する牢番だったが、戦闘囚であった武頼とともに鳳軍に投降し生き延びる。しかし、後に武頼の成り上がりの秘密を守るために、生きながらにして氷漬けにされた。後に、洞窟に安置されていたところをタケルたちに発見され、彼らに武頼が鳳国を簒奪した経緯を語った。最後に先代王・驍の生存を知らせようとして、武頼軍の間者に暗殺された。
なお、武頼が彼を抹殺せずに氷漬けにした理由は明言されていない。

##### 赤かぶと
綺良 黎（きら れい）
武頼の側近。「金色の死神」の異名を持つ冷酷な男で、同門であった若基の視覚を奪った張本人。国境二大将軍や王子・由来亡き後、闇の四将軍をのぞけば、全赤かぶとの中で最高の地位を持つ。若基と知能のレベルは同じだが、武術に関しても、トップレベルの力を持つ。弓矢の腕は、凱に重傷を負わせるほど。ただし、闇の四将軍の白眉地黄には頭が上がらず、拝礼している。いずれは武頼に取って代わるという野望を抱いているフシもあるが、武頼に忠実な将軍である。
闇の四将軍が動き出した後は出番が無くなり、第77話の武頼軍組織図では、単に「側近」と記述されていた。鳳軍が天界城へ攻め込んだときにも姿を見せなかった。
南･北 国境二大将軍（みなみ・きた くにざかいにだいしょうぐん）
国境警備隊を率いる上位の将軍二名。兜を常用する将軍と、痩せ型の将軍がいるが、双方とも姓名および担当方面は不明。
あまり有能とは言いがたいため、武頼からの評価は低い。また、凱からも雑魚扱いされた。
綺良 黎と共に天界城に召喚され、城中の兵士五万の指揮と、武頼の警護を命じられた。タケルが一人で城を目指しているとの情報を受けて、事態を楽観していたため、みすみすとタケルと凱に侵入されてしまう。最後は、綺良 黎の放った流れ矢に当たって二人とも死亡し、武頼からクズ呼ばわりされた。
なお、第77話の武頼軍組織図によると、一応は王子・由来の上役にあたる。
関所長（仮名）
関所の管理をしている。小太りで傲慢な性格をしている。母親のために関所破りをしようとしていた子供を玩具に弄んでいた所をタケルに介入され、死亡。
爾怨（じえん）
冠達家の将軍。砂亜羅曰く「知的で礼儀を重んじる人格者」。
刈多（かりた）
二十九番隊隊長。瑞宝が「我が部下にはいらぬ!!」と宣告していたが、瑞宝騎馬隊の一員なのか、臨時で指揮下に入れられた一般部隊の将校なのかは不明。
仮にも瑞宝の部下でありながら、野卑な性格をしている。葵四迷捜索の任務に失敗し、腹いせに近くの村人を戯れに殺していた。さらに、タケルとの勝負に敗れたことに腹を立て、一気に村人を皆殺しにしようとした。しかし、全てが瑞宝の知るところとなり、瑞宝に一騎討ちを強制され、討ち取られる形で処刑された。
我深（がじん）
北西部第一砦を率いる将軍。己の砦に乗り込んできた巽 凱に一騎討ちを挑むが、あっけなく討ち取られる。

##### 闇の四将軍
瑞宝（ずいほう）
武頼配下の中でも最強を誇る「闇の四将軍」のリーダー格で、「大将軍」の称号を有する。17年前は、四個の特殊部隊の総指揮官として、鳳軍壊滅に貢献した。作中後半から「武頼軍最高司令官」兼「瑞宝騎馬隊」隊長に就任。その実力は、巽凱を上回ると言われている。実は武頼の側室の息子で、由来、砂亜羅姫とは異母兄弟に当たる。
武頼配下とは思えないほどの優れた人格者で、二十九番隊隊長・刈多が戯れに罪のない村人を殺したことに怒り、処刑したほど。また、規律に厳格なだけでなく、たまに歓楽街で英気を養う許可を出すなど寛容な面もあり、部下からの人望は厚い。
タケルとは敵味方を越えた友情を持ちながらも、父に報いようと鳳軍と戦う。最期は、父武頼を庇って矢を受けるが、武頼には軍勢を全滅させた（全滅のキッカケは、武頼が戦況を無視して瑞宝を自分の護衛に下がるよう命じたため）ことを責められ、「馬鹿め」と罵りの言葉をかけられる。それから、タケルに部下たちの助命を願い、息を引き取った。
なお、17年前より鳳軍が敗退して、武頼が天下を取れたのも、全て、彼の戦術によるものであり、瑞宝あっての武頼であるとも言える。
白眉地黄（はくびじおう）
「闇の四将軍」の一人。戦闘囚から成り上がった男。将軍の地位を持つが、どちらかと言えば、単独で戦うタイプ。名誉欲が強く、最強の武人の座を得るため、国一番の勇者と名高い巽凱を付けねらう。
正々堂々と戦うが、それは、自分の強さを証明するためであって、決して騎士道（武士道）精神からではない。本質的には他の武頼の将軍とは変わりない。
堕媚青羅（だびせいら）
「闇の四将軍」の一人で、諜報担当将軍。「影」と呼ばれる工作員を駆使しての情報収集、及びかく乱を得意とする。また、暗殺部隊「クモ」も従えている。
百鬼暗黒（ひゃっきあんこく）
「闇の四将軍」の一人。幻覚や催眠術を応用した戦法で大軍すらも手玉に取る。凱を巧みに誘い出し、生け捕りにする戦果を挙げる。しかし、凱を死なせたことを武頼に咎められ（実際に手を下したのは武頼と地黄なのだが）、「配下の部隊を使わずに鳳軍を襲撃する」という任務を強いられる。幻術を駆使して鳳軍を翻弄するが、葵四迷（弟）に見破られ敗北。自分の仕掛けた毒蛇に咬まれて死亡するという、「策士策に溺れる」を地で行く最期を遂げた。
葵四迷（兄）とは面識が無かったのか、よく似た容姿の葵四迷（弟）を見ても「雑魚の兵士ではなさそうだ」としか認識していなかった。また、若基のことを、「両親を綺良 黎に殺された」という情報を知らなかったのか「何故か、武頼軍を離脱して新・鳳軍に組している」と評していた。
作中では「大国の大臣にまで昇りつめた男」と自称していたが、詳しい経歴は不明。
瑞宝騎馬隊の副隊長。
姓名は不明。部下達 （ の馬 ）が四迷の策に乗せられて敗走する中、ただ一人で踏みとどまる。しかし、瑞宝の撤退命令を受けて、やむを得ず引き上げる。
津隈（つぐま）、香田（こうだ）
瑞宝騎馬隊の隊員。紅葉村での酒宴の際に、瑞宝や同僚達の前で宴会芸を披露していた。

#### 士衣名国
破火州（はぴす）
鳳国の海を隔てた隣国の王子（最終話では国王）。
母国である士衣名国は大陸の中でもかなりの大国で、その力を背景に戦争を含めた「人生」をゲームと考えている。だが、タケルに「国には生きた人間がいる。その人間のことを分からずに、ゲームなどと考えるなど、苦労知らずの証明に過ぎない。それが分からぬお前に世界がとれるわけがない」と喝破される。それに対する挑戦の意味をこめてタケルを釈放し、タケルが天下を取り、かつ鳳国が最盛期になるのを待つことにした。
つまり、「ブタは太らせてから食う」という発想で、最盛期の鳳国を滅ぼすことで、自らの思想の正しさを証明しようと目論んでいたのである。しかし、タケルが会談に赴くところで物語が完結したため、その後どうなったかについては一切不明。

#### その他
サヨ
かつて鳳家に仕えていた女官。武頼の反乱時に驍から王子（タケル）を託され雫村に落ち延び、その後は母親の代わりとなってタケルを育ててきた。武頼の軍が雫村を襲撃したときにタケルをかばい死亡。
野崎（のざき）
タケルが偶然通り掛かった領地の領主。ある頼みごとをタケルにする。
志乃（しの）
野崎の妻。16年前に武頼の命により、生まれたばかりの息子を目の前で処刑されて以来変わり果ててしまったらしい。タケルに「現実から目をそらすな！」と諭され、正気を取り戻した。
与奈久の先生
負傷した凱を治療して貰おうと立ち寄った村で、住民や与奈久がお尋ね者となったタケルと凱に軽蔑の目を向けるなか「患者は医者の前ではいかなる人間でも平等であるべきなのだ」と、快く治療を行った好人物。その後、タケルを匿った罪により処刑されてしまった。
葵 良沢（あおい りょうたく）
葵炎丞の直弟子の一人。武頼に仕えることを拒んだため、赤かぶとに惨殺された。死の間際、タケルに自分の弟弟子にあたる葵四迷の存在を伝えた。
シンタ
葵良沢の弟子の少年。タケルに良沢からの手紙を渡し懇願するが、タケルが訪れた時には既に時遅し、良沢と共に赤かぶとに惨殺されていた。
荒茂(あらも)
元鳳家の鍛冶屋。山奥で隠居生活をしていた所に猟火と共に訪れた旧友の凱に「俺の体の傷が後百くらい増える程度の数の剣を打ってくれ」と依頼される。
カナエ
凱と猟火が立ち寄った村に暮らす少女。「最強の強さ」に固執する猟火に、それよりも大事な事を教え、恋仲に。

## サブタイトル
第1部
1. 「故国存亡!」
2. 「出発!」
3. 「勇気!」
4. 「王者の資質」
5. 「激突!」
6. 「流輝という男」
7. 「再開!」
8. 「信頼」
9. 「覇王として」
10. 「北の領地」
11. 「理想の国」
12. 「仲間とともに」
13. 「死すよりも」
14. 「最強の軍団」
15. 「水盃」
16. 「勝利の霧」
17. 「地獄絵図」
18. 「逆襲」
19. 「奇襲!」
20. 「流輝と甚儡」
21. 「戦のあと」
22. 「難題」
23. 「海賊の村」
24. 「激浪」
25. 「夢を追う男」
26. 「大切な仲間」
27. 「地獄へみちづれ!」
28. 「断末剣」
29. 「陵の姉弟」
30. 「白砂の武神」
31. 「蘇る伝説」
32. 「幻の軍師」
33. 「説得」
34. 「無謀の策」
35. 「知略」
36. 「仮面」
37. 「鳳兵の心構え」
38. 「開戦!!」
39. 「壁を突け!」
40. 「激白!!」
41. 「墓標の誓い」
42. 「戦慄の幕開き」
43. 「救出!!」
44. 「別離」
45. 「涙枯れるまで」
46. 「哀しき兵士」
47. 「仮面の弱点」
48. 「命の限り・・」
49. 「一縷の望み」
50. 「地響き」
51. 「動く巨城」
52. 「突入!」
53. 「意志なき人々」
54. 「油攻め」
55. 「最後の敵」
56. 「決戦!」
57. 「死闘の果てに」
58. 「涙の理由」
59. 「取引の条件」
60. 「奇策」
61. 「天才剣士」
62. 「気丈なる女性」
63. 「二千騎対一騎」
64. 「狂気の島」
65. 「血の祭典」
66. 「執念」
67. 「父の記憶」
68. 「竜河の謎」
69. 「嵐の中で」
70. 「脱走兵」
71. 「命の約束」
72. 「静かなる侵略」
73. 「届かぬ叫び」
74. 「灼熱の牢獄」
75. 「脱走計画」
76. 「砂漠の民」
77. 「決起」
78. 「帰ってきた男」
79. 「もうひとりの鳳 驍」
80. 「さらばだ友よ!」
81. 「時代の彼方へ!」

第2部
1. 「恐怖の世ふたたび!」
2. 「花畑の真実」
3. 「関所破り」
4. 「信念の瞳」
5. 「闇への一撃」
6. 「咆哮」
7. 「望みの山」
8. 「小さな勇気」
9. 「強き男に」
10. 「隠れ里」
11. 「王を継ぐ者」
12. 「非情の策略」
13. 「崖っぷちの二人」
14. 「若基の真実」
15. 「虐げられた人々」
16. 「武頼の息子」
17. 「心の雄叫び」
18. 「戦うは誰が為」
19. 「金色の死神」
20. 「獅子王」
21. 「誇り高き馬」
22. 「山の道」
23. 「忘れえぬ怨恨」
24. 「遺された手紙」
25. 「武頼発つ!」
26. 「突進!」
27. 「終焉の時」
28. 「頼るべき人物」
29. 「最後の決断」
30. 「消息」
31. 「敵なれども」
32. 「女官との約束」
33. 「無垢なる姫」
34. 「目の前の現実」
35. 「衝動」
36. 「別れ道」
37. 「大陸の王子」
38. 「この小さな国で」
39. 「すべてを捨てて」
40. 「玉座につく者」
41. 「過去からの来訪者」
42. 「統一前夜」
43. 「悲しみを乗り越えて」
44. 「運命の日」
45. 「血まみれの人生」
46. 「息子よ・・・・!」
47. 「つわものども」
48. 「最強の男」
49. 「最も危険な策」
50. 「忍びよる恐怖」
51. 「無念の死」
52. 「死の競争」
53. 「軍師の居所」
54. 「大博打」
55. 「どんでん返し」
56. 「若武者」
57. 「無法の城」
58. 「流鬼王」
59. 「激闘」
60. 「未練」
61. 「女たちの戦い」
62. 「目に見えぬ力」
63. 「この旗の下に」
64. 「荒れ果てしもの」
65. 「真なる強さ」
66. 「別れの時」
67. 「陰謀」
68. 「親子の誓い」
69. 「先代驍との再会」
70. 「大いなる誤算」
71. 「永遠の別れ」
72. 「鳳軍殲滅作戦」
73. 「ニセ者同士」
74. 「幻か現実か!?」
75. 「大博打」
76. 「万事休す!!」
77. 「決戦前夜」
78. 「新しい時代のために」
79. 「二人の葵四迷」
80. 「鉄の壁」
81. 「突破口」
82. 「矛盾の策」
83. 「大逆転」
84. 「歴史は繰り返す」
85. 「一期一会」

## 雑記
- 第2部は当初予定していなかったが、第1部の最終回の人気投票で上位を取ったため、急遽開始される事になった。
- 第2部の好敵手的存在で伏線も入念に用意されていた「綺良黎」は伏線未消化のまま存在自体が抹消された（他にも第2部には伏線未消化が多々存在する）。
- 登場人物にしばしば官能小説家の名前を用いることがある。
鳳春紀、巽飛呂彦、葵妖児、綺羅光（綺良）
- 本作と同一ジャンルである架空戦記物語は、大抵、味方にも卑怯で、下衆な人間がいる一方で、敵方にも尊敬すべき人間がおり、また、敵側人間にも尊敬、情愛などが存在するなど、物語を複雑化しているが、本作では、あくまで味方側は徹底的に善とし、敵側を完全に悪側としている。これは、島崎が「複雑化した世の中で、敢えて正義の何たるかを示したかった」という意図があって、あえて人間関係を単純化し、戦国モノでは珍しい完全な勧善懲悪ものにした。
- 島崎は、文庫版の後書きで第2部は「市民革命」の物語であり、民衆からの担い手として正吉を登場させたことを言及している。

## 単行本情報
2部（11 - 20巻）の表紙は「鳳 タケル」で統一されている。また、カバー背表紙には登場キャラクターの説明が記載されている。
発行所：講談社
掲載雑誌：週刊少年マガジン
定価：本体価格379円+税
- 単行本版
  - 第1巻 1992年3月17日発行 ISBN 4-06-311767-7

(表紙：鳳 驍　背表紙：)